# Röllikamalmätare
Röllikamalmätare (Eupithecia icterata) är en fjärilsart som beskrevs av Charles Joseph Devillers 1789. Röllikamalmätare ingår i släktet Eupithecia och familjen mätare, Geometridae. Arten är reproducerande i Sverige. En underart finns listad i Catalogue of Life, Eupithecia icterata iranata Schütze, 1960.

## Bildgalleri

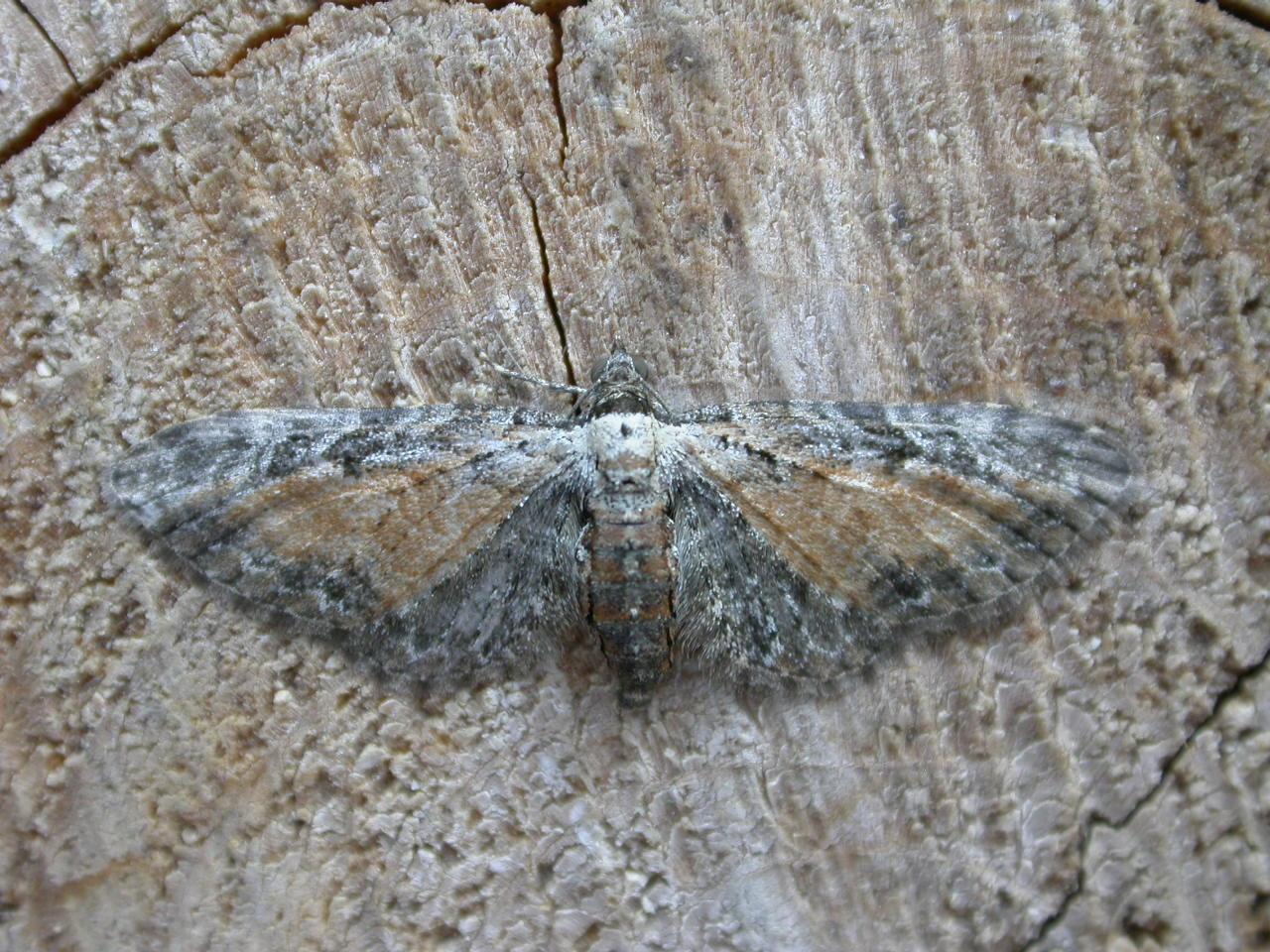
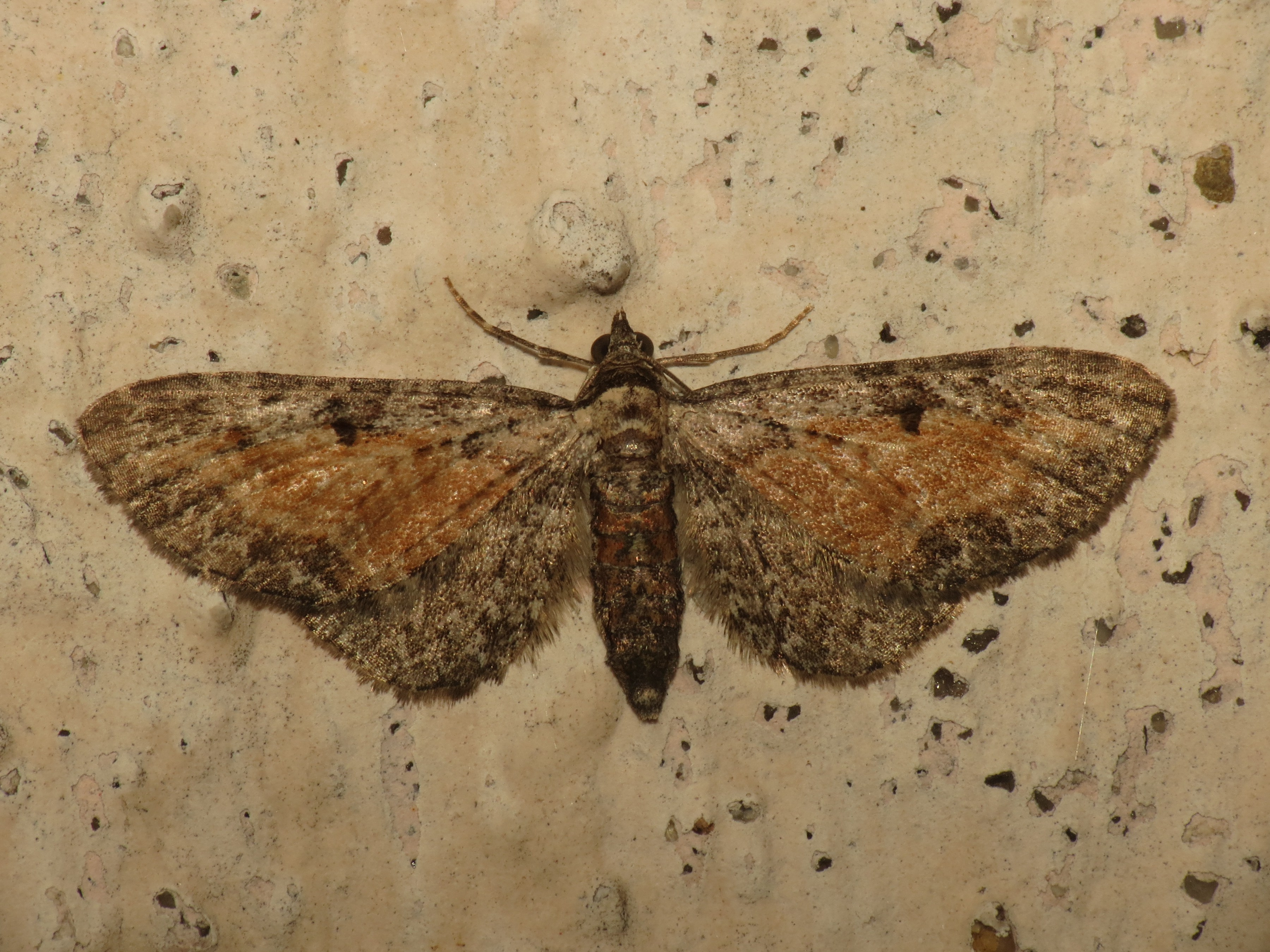
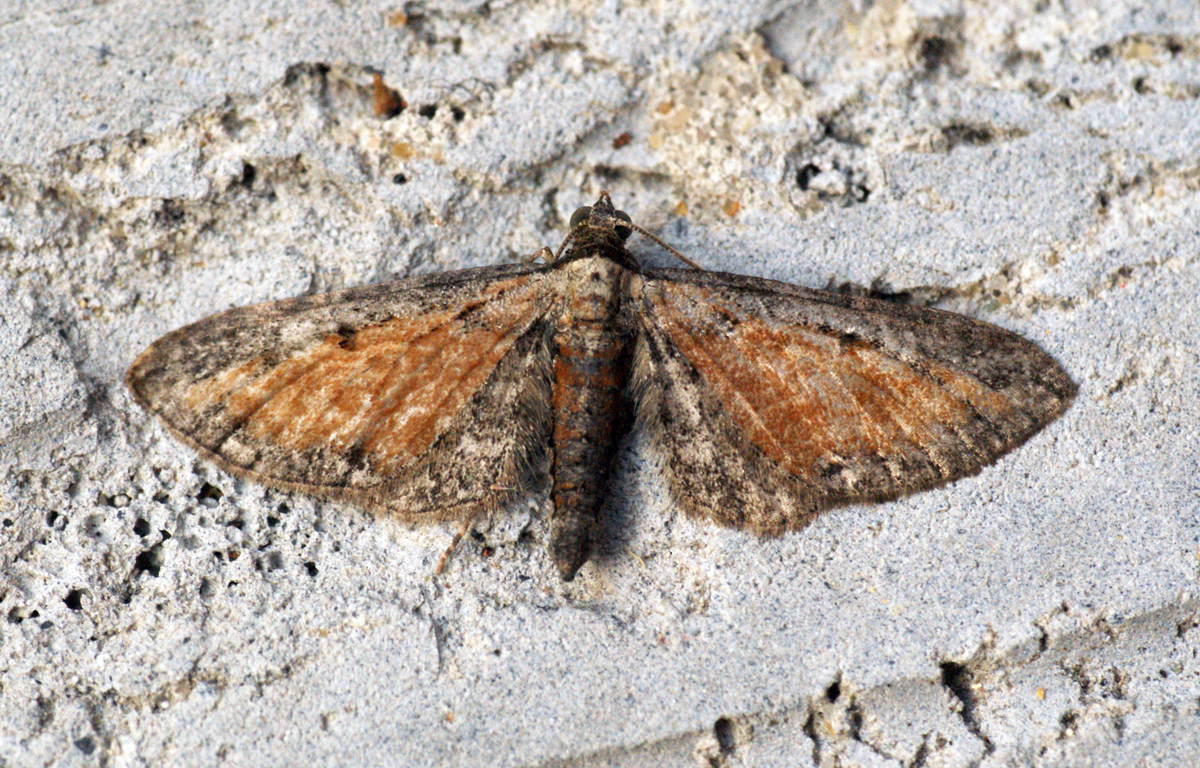